# Więzienie Plötzensee
Więzienie Plötzensee (niem. Strafgefängnis Plötzensee) – instytucja pruska zbudowana w latach 1869–1879 w pobliżu jeziora Plötzensee, w berlińskiej dzielnicy Charlottenburg-Nord. W okresie rządów Adolfa Hitlera w latach 1933–1945 w Plötzensee stracono blisko 2900 osób. Wśród nich znajdowali się członkowie Czerwonej Orkiestry (Rote Kapelle), członkowie tzw. Kręgu z Krzyżowej (oskarżeni o zamach na życie Hitlera z 20 lipca 1944 w Wilczym Szańcu), uczestnicy czechosłowackiego ruchu oporu i różne inne osoby uznane przez Trybunał Ludowy za wrogów państwa.

## Historia
W ciągu nocy w okresie od 7 do 12 września 1943 roku dokonano tu serii masowych egzekucji. Na skutek błędów zginęło wiele osób, co do których toczyło się jeszcze postępowanie apelacyjne w sprawie złagodzenia kary. Na pojawienie się śmiertelnych w efekcie pomyłek miało wpływ telefoniczne często relacjonowanie spraw, bez żadnych pisanych dokumentów.
Ewangelicki duchowny, Harald Poelchau, odniósł się do tych wydarzeń w następujący sposób:
Gdy zapadł zmrok 7 września, rozpoczął się masowy mord. Noc była zimna. Co chwilę ciemność rozświetlał blask eksplodujących bomb. Do tego światła reflektorów tańczyły po niebie. Więźniowie stali zebrani w kilku kolumnach – jeden za drugim. Stali w ten sposób, początkowo nieświadomi swojego losu. Nagle zdali sobie, co ich miało czekać. Ośmiu mężczyzn naraz zostało wywołanych po nazwiskach i zabitych. Pozostali powoli przesuwali się i czekali na swoją kolej. Co chwila wymieniałem kilka słów szeptem ze swoim katolickim przyjacielem. Nagle oprawcy przerwali swoją pracę ze względu na odbywające się w okolicy bombardowanie. Pięć szeregów mężczyzn miało być na chwilę odprowadzonych do swoich cel. Egzekucja trwała. Wszystkie osoby, które odprowadzono do cel, zostały powieszone [...] Wyroki wykonywano przy świetle świec, ponieważ wystąpiła awaria elektryczności. Dopiero wczesnym rankiem, około godziny 8 wycieńczeni kaci przerwali swoją pracę, by kontynuować ją wieczorem po regeneracji sił.
Jedną z przyczyn masowych egzekucji były, przeprowadzone kilka dni wcześniej przez aliantów, naloty na Berlin. Więzienie Plötzensee doznało poważnych uszkodzeń, gilotyna została praktycznie zniszczona, a kilku więźniom udało się uciec (zostali wkrótce schwytani). Głównym motywem zbiorowych egzekucji było wykonanie wyroków, nim skazańcy zdołają uciec. Do dziś w więzieniu Plötzensee znajduje się pomnik, upamiętniający więźniów zamordowanych przez Niemców. Pomnik został odsłonięty 14 września 1952 roku. Z ówczesnych zabudowań więziennych do dziś zachowała się jedynie szopa, w której wykonywano wyroki – niewielki ceglany budynek z dwoma pomieszczeniami, gdzie więźniów wieszało się lub dekapitowało (ścinało głowy).
Z tej okazji po II wojnie światowej wzniesiono pamiątkową ścianę z napisem Ofiarom Dyktatury Hitlera w latach 1933–1945. Do roku 1987, więzienie wykorzystywano do przetrzymywania młodocianych przestępców w wieku od 14 do 20 lat. Gdy więzienie dla nieletnich przeniesiono do nowej, pobliskiej siedziby (Jugendstrafanstalt Berlin na Friedrich-Olbricht-Damm), Plötzensee zamieniono na więzienie dla mężczyzn, zdolne pomieścić 577 więźniów.

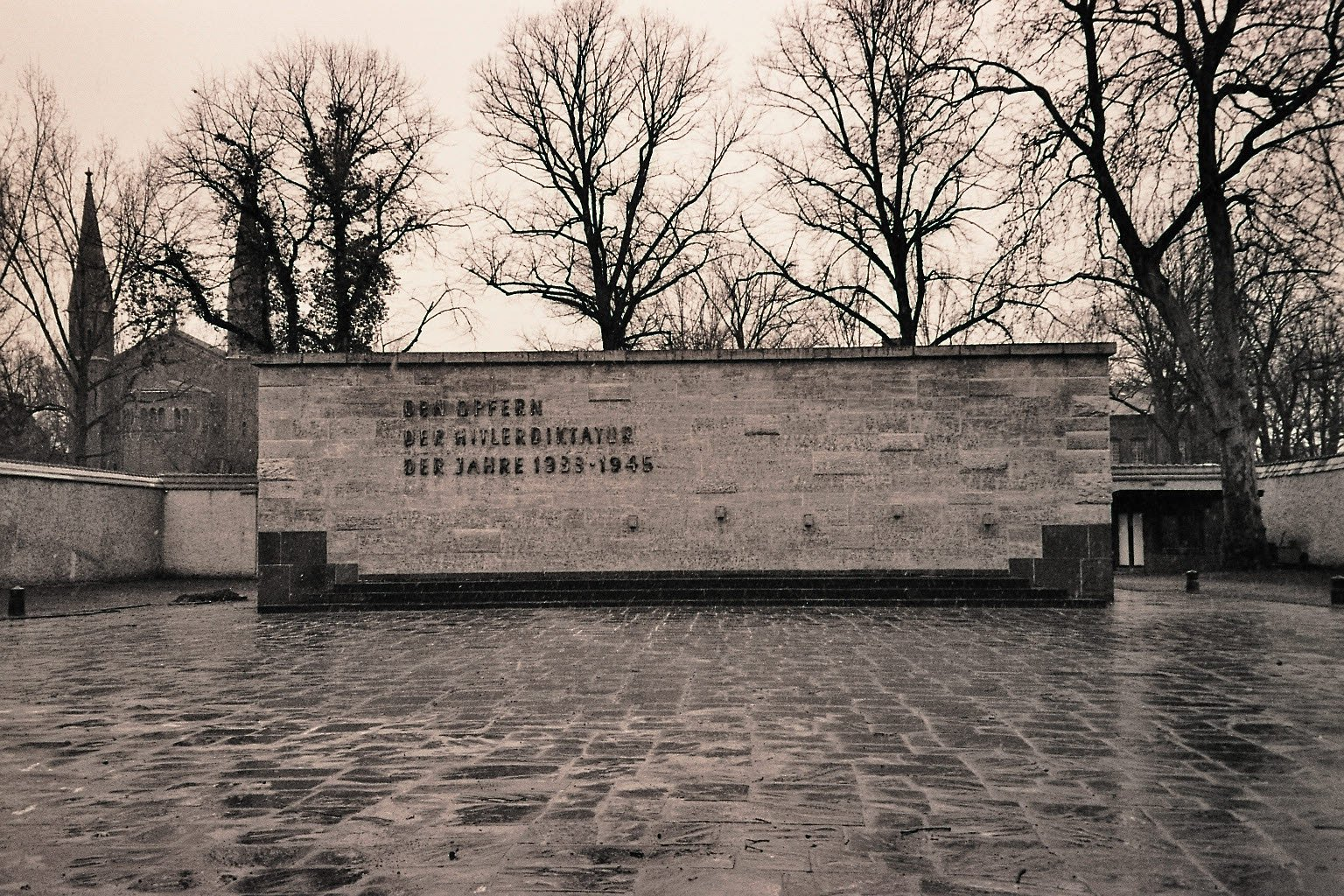
Ściana upamiętniająca ofiary nazizmu

## Ofiary egzekucji
W wiezieniu w Plötzensee zginęli obywatele 20 krajów. Stracono w nim blisko 1500 Niemców, 667 obywateli Czechosłowacji, 253 Polaków i  245 Francuzów.
Cato Bontjes van Beek, Liane Berkowitz, Irena Bronisława Bobowska, Eugen Bolz, Eva-Maria Buch, Musa Cälil, Stefan Chojnacki, Hans Coppi, Hilde Coppi, Alfred Delp, Monika Dymska, Julius Fučík (dziennikarz), Jakob Gapp, Carl Friedrich Goerdeler, Helene Gotthold, Mikołaj Gross, Hans Bernd von Haeften, Arvid Harnack, Mildred Harnack, Ulrich von Hassell, Albert Hensel, Liselotte Herrmann, Caesar von Hofacker, Helmuth Hübener (najmłodsza ofiara – 17 lat), Johanna Kirchner, Hans Georg Klamroth, Theodor Korselt, Karlrobert Kreiten, Adam Kuckhoff, Julius Leber, Wilhelm Leuschner, Johann Nobis, Helmuth James Graf von Moltke, Wiera Oboleńska, Erwin Planck, Johannes Popitz, Rudolf Redlinghofer, Adolf Reichwein, Rudolf von Scheliha, Ewald von Kleist-Schmenzin, Harro Schulze-Boysen, Libertas Schulze-Boysen, Elisabeth Schumacher, Robert Stamm, Berthold Schenk Graf von Stauffenberg (brat Clausa), Gertruda Świerczek, Maria Terwiel, Adam von Trott zu Solz, Erwin von Witzleben, Emmy Zehden.